# 御成町 (酒田市)
御成町（おなりちょう）は、山形県酒田市に存在する町名である。郵便番号は998-0024。

## 人口と世帯
2017年（平成29年）6月30日現在の世帯数と人口は以下の通りである。
| 町丁   | 世帯数  | 人口  |
| ------ | ------- | ----- |
| 御成町 | 247世帯 | 488人 |

## 地理
御成町はJR羽越本線の酒田駅から北西側に位置する町名で、周辺の他町名では東に幸町、南に相生町や中央東町、西に栄町や北里町、北に泉町とそれぞれ接する。

## 交通

### 鉄道
東隣の幸町にあるJR東日本羽越本線の酒田駅へは御成町から徒歩でも近い。なお、酒田駅から酒田港駅へ向かう羽越本線貨物支線（通称酒田港線）が御成町の北側（北隣の泉町との境）を通過している。

### 道路
山形県道41号酒田停車場線が御成町の南側（南隣の相生町や中央東町との境）を、山形県道42号酒田港線が同町の東側（一部では東隣の幸町との境）をそれぞれ通っている。また、羽州浜街道が同町の西側（西隣の栄町などとの境）を通っている。

### バス
酒田市福祉乗合バス（るんるんバス、ぐるっとバス）の酒田駅大学線が酒田駅から山形県道41号に沿いながら御成町の南側を走行している。また庄内交通の湯野浜線などの一部の路線が酒田駅を経由しながら同町内にも走行している。

## 施設や名所
- 朝日新聞酒田支局
- 酒田観光タクシー
- さんよし（レストラン）
- 岡野歯科医院
- 本間美術館
- 八雲神社